# Atkinson (Illinois)
Atkinson è un comune degli Stati Uniti d'America, situato in Illinois, nella Contea di Henry.